# Danijel Ljuboja
Danijel Ljuboja (in serbo Данијел Љубоја?; Vinkovci, 4 settembre 1978) è un ex calciatore serbo, di ruolo attaccante.

## Carriera

### Club
Nella sua già lunga carriera ha militato in Francia, con Sochaux (16 gol nel 1999-2000), Strasburgo (15 gol nel 2001-2002) e Paris Saint-Germain, e in Germania, con Stoccarda e Amburgo.
Nel gennaio 2008 è stato ceduto in prestito dallo Stoccarda al Wolfsburg.
Il 15 giugno 2011 è stato acquistato dal Legia Varsavia.
Il 19 luglio 2013 si è trasferito al Lens.
Nel dicembre 2014 si è ritirato dall'attività agonistica ed è diventato un talent scout del Legia Varsavia.

### Nazionale
Con la maglia della nazionale serbo-montenegrina ha partecipato al campionato del mondo 2006 in Germania.

## Statistiche

### Cronologia presenze e reti in nazionale
| Cronologia completa delle presenze e delle reti in nazionale ― Serbia e Montenegro | Cronologia completa delle presenze e delle reti in nazionale ― Serbia e Montenegro | Cronologia completa delle presenze e delle reti in nazionale ― Serbia e Montenegro | Cronologia completa delle presenze e delle reti in nazionale ― Serbia e Montenegro | Cronologia completa delle presenze e delle reti in nazionale ― Serbia e Montenegro | Cronologia completa delle presenze e delle reti in nazionale ― Serbia e Montenegro | Cronologia completa delle presenze e delle reti in nazionale ― Serbia e Montenegro | Cronologia completa delle presenze e delle reti in nazionale ― Serbia e Montenegro |
| Data                                                                               | Città                                                                              | In casa                                                                            | Risultato                                                                          | Ospiti                                                                             | Competizione                                                                       | Reti                                                                               | Note                                                                               |
| ---------------------------------------------------------------------------------- | ---------------------------------------------------------------------------------- | ---------------------------------------------------------------------------------- | ---------------------------------------------------------------------------------- | ---------------------------------------------------------------------------------- | ---------------------------------------------------------------------------------- | ---------------------------------------------------------------------------------- | ---------------------------------------------------------------------------------- |
| 12-2-2003                                                                          | Podgorica                                                                          | Serbia e Montenegro                                                                | 2 – 2                                                                              | Azerbaigian                                                                        | Qual. Euro 2004                                                                    | -                                                                                  | 70’                                                                                |
| 27-3-2003                                                                          | Modrica                                                                            | Serbia e Montenegro                                                                | 1 – 2                                                                              | Bulgaria                                                                           | Amichevole                                                                         | -                                                                                  | 46’                                                                                |
| 10-9-2003                                                                          | Belgrado                                                                           | Serbia e Montenegro                                                                | 1 – 1                                                                              | Italia                                                                             | Qual. Euro 2004                                                                    | -                                                                                  | 59’                                                                                |
| 11-10-2003                                                                         | Cardiff                                                                            | Galles                                                                             | 2 – 3                                                                              | Serbia e Montenegro                                                                | Qual. Euro 2004                                                                    | 1                                                                                  | 79’                                                                                |
| 31-3-2004                                                                          | Belgrado                                                                           | Serbia e Montenegro                                                                | 0 – 1                                                                              | Norvegia                                                                           | Amichevole                                                                         | -                                                                                  | 57’                                                                                |
| 9-10-2004                                                                          | Sarajevo                                                                           | Bosnia ed Erzegovina                                                               | 0 – 0                                                                              | Serbia e Montenegro                                                                | Qual. Mondiali 2006                                                                | -                                                                                  |                                                                                    |
| 13-10-2004                                                                         | Belgrado                                                                           | Serbia e Montenegro                                                                | 5 – 0                                                                              | San Marino                                                                         | Qual. Mondiali 2006                                                                | -                                                                                  | 72’                                                                                |
| 4-6-2005                                                                           | Belgrado                                                                           | Serbia e Montenegro                                                                | 0 – 0                                                                              | Belgio                                                                             | Qual. Mondiali 2006                                                                | -                                                                                  |                                                                                    |
| 15-8-2005                                                                          | Kiev                                                                               | Polonia                                                                            | 3 – 2                                                                              | Serbia e Montenegro                                                                | Amichevole                                                                         | -                                                                                  | 80’                                                                                |
| 17-8-2005                                                                          | Mosca                                                                              | Ucraina                                                                            | 2 – 1                                                                              | Serbia e Montenegro                                                                | Amichevole                                                                         | -                                                                                  | 75’                                                                                |
| 8-10-2005                                                                          | Vilnius                                                                            | Lituania                                                                           | 0 – 2                                                                              | Serbia e Montenegro                                                                | Qual. Mondiali 2006                                                                | -                                                                                  | 56’ 89’                                                                            |
| 13-11-2005                                                                         | Nanjing                                                                            | Cina                                                                               | 0 – 2                                                                              | Serbia e Montenegro                                                                | Amichevole                                                                         | -                                                                                  | 46’                                                                                |
| 16-11-2005                                                                         | Seul                                                                               | Corea del Sud                                                                      | 2 – 0                                                                              | Serbia e Montenegro                                                                | Amichevole                                                                         | -                                                                                  | 46’                                                                                |
| 1-3-2006                                                                           | Radès                                                                              | Tunisia                                                                            | 0 – 1                                                                              | Serbia e Montenegro                                                                | Amichevole                                                                         | -                                                                                  | 74’                                                                                |
| 27-5-2006                                                                          | Belgrado                                                                           | Serbia e Montenegro                                                                | 1 – 1                                                                              | Uruguay                                                                            | Amichevole                                                                         | -                                                                                  | 68’                                                                                |
| 11-6-2006                                                                          | Lipsia                                                                             | Serbia e Montenegro                                                                | 0 – 1                                                                              | Paesi Bassi                                                                        | Mondiali 2006 - 1º turno                                                           | -                                                                                  | 67’                                                                                |
| 16-6-2006                                                                          | Gelsenkirchen                                                                      | Argentina                                                                          | 6 – 0                                                                              | Serbia e Montenegro                                                                | Mondiali 2006 - 1º turno                                                           | -                                                                                  | 50’                                                                                |
| Totale                                                                             |                                                                                    | Presenze                                                                           | 17                                                                                 |                                                                                    | Reti                                                                               | 1                                                                                  |                                                                                    |

| Cronologia completa delle presenze e delle reti in nazionale ― Serbia | Cronologia completa delle presenze e delle reti in nazionale ― Serbia | Cronologia completa delle presenze e delle reti in nazionale ― Serbia | Cronologia completa delle presenze e delle reti in nazionale ― Serbia | Cronologia completa delle presenze e delle reti in nazionale ― Serbia | Cronologia completa delle presenze e delle reti in nazionale ― Serbia | Cronologia completa delle presenze e delle reti in nazionale ― Serbia | Cronologia completa delle presenze e delle reti in nazionale ― Serbia |
| Data                                                                  | Città                                                                 | In casa                                                               | Risultato                                                             | Ospiti                                                                | Competizione                                                          | Reti                                                                  | Note                                                                  |
| --------------------------------------------------------------------- | --------------------------------------------------------------------- | --------------------------------------------------------------------- | --------------------------------------------------------------------- | --------------------------------------------------------------------- | --------------------------------------------------------------------- | --------------------------------------------------------------------- | --------------------------------------------------------------------- |
| 16-8-2006                                                             | Uherské Hradiště                                                      | Rep. Ceca                                                             | 1 – 3                                                                 | Serbia                                                                | Amichevole                                                            | -                                                                     | 62’                                                                   |
| 2-9-2006                                                              | Belgrado                                                              | Serbia                                                                | 1 – 0                                                                 | Azerbaigian                                                           | Qual. Euro 2008                                                       | -                                                                     | 81’                                                                   |
| Totale                                                                |                                                                       | Presenze                                                              | 2                                                                     |                                                                       | Reti                                                                  | 0                                                                     |                                                                       |

## Palmarès

### Club

#### Competizioni nazionali
- Coppa di Francia: 2

Strasburgo: 2000-2001
Paris SG: 2003-2004
- Campionato tedesco: 1

Stoccarda: 2006-2007
- Puchar Polski: 1

Legia Varsavia: 2011-2012

### Individuale
- Capocannoniere della Coupe de la Ligue: 1

2001-2002 (5 reti)